# Trochosa albopunctata
Trochosa albopunctata là một loài nhện trong họ Lycosidae.
Loài này thuộc chi Trochosa. Trochosa albopunctata được Cândido Firmino de Mello-Leitão miêu tả năm 1941.